# Mircea Geoană
Mircea Geoană (Bucarest, Romania, 1958) és un polític romanès, President del Senat des del 19 de desembre de 2008. Fou Ministre d'Afers Exteriors (2000-2004) i fou president del Partit Socialdemòcrata (PSD) des del 2005 fins al 2010.

## Naixement, estudis i matrimonis
Va néixer el 14 de juliol de 1958 a Bucarest la capital de Romania, aleshores el República Popular de Romania. És fill d'un general de l'exèrcit, Ioan Geoană.
El 1983 ingressà a la facultat de Mecànica de la Universitat Politècnica de Bucarest, s'hi graduà, i en acabar, el 1987, sorprenentment ingressà a la Facultat de Dret de Bucarest, s'hi graduà el 1993.
El 1990, i com que sabia francès va treballar a l'Oficina d'Afers Exteriors, assignat amb les relacions franco-romaneses. Va treballar amb temes relacionats amb França.
El 1994 va començar a treballar al Ministeri d'Afers Exteriors, on fou Director General de les relacions amb diversos països.
Dos anys més tard, el 1996 és nomenat ambaixador de Romania als Estats Units, càrrec que conservà fins al 2000, quan fou nomenat Ministre. El seu moment fou l'ambaixador més jove que enviava Romania a l'exterior (amb 37 anys).
L'any 2001 es destaparen algunes controvèrsies de compres de terrenys durant el seu període com a ambaixador.

## Inicis polítics
Durant el comunisme no s'afilià al Partit Comunista Romanès, perquè era demòcrata i no confiava en el comunisme.
Després de la revolució, s'afilià al Front de Salvació Nacional, i posteriorment passà al Nou Front de Salvació Nacional, i el 1993 es passà a denominar Partit Demòcrata Social de Romania.

## Política governamental
Amb la victòria del seu partit a les eleccions legislatives del 26 de novembre de 2000, el nou Primer ministre, Adrian Năstase, el nomenà Ministre d'Afers Exteriors.
La seva tasca com a Ministre d'Afers Exteriors fou important, com l'acord amb la UE per l'accés de Romania, però tanmateix el fet més important fou l'entrada de Romania a l'OTAN (29 de maig de 2004).
A les eleccions legislatives del 28 de novembre de 2004, tot i no ésser president del partit, fou candidat a primer ministre però, tot i que fou la llista més votada, la unió dels altres partits, fou que Călin Popescu-Tăriceanu del Partit Nacional Liberal. Tot i això fou elegit senador.
Després de la "bofetada" electoral que rebé el candidat socialdemòcrata a la presidència de la república, Adrian Năstase, Geoană començà a crear una alternativa dins el partit, que culminà amb la sorprenent victòria a les primàries per encapçalar el PSD del 25 d'abril de 2005, quan derrotà a l'expresident Ion Iliescu.
Després d'intentar presentar una moció de censura al govern de Călin Popescu-Tăriceanu, després que els ministres del Partit Demòcrata abandonessin el govern el 5 d'abril de 2007. La moció no prosperà tant pel desacord amb aquests, tant per la proximitat de les noves eleccions legislatives.
A les eleccions legislatives del 30 de novembre de 2008, el PSD i el PC s'hi van presentar junts, formant l'Alianţa PSD+PC, que ell liderà. El seu partit va obtenir 114 diputats i 49 senadors, però el Partit Demòcrata-Liberal, guanyà les eleccions amb pocs diputats més, tot i que el PSD va obtenir més vots. Després de converses, van arribar a un inesperat acord fer formar govern amb el Partit Demòcrata-Liberal (PD-L). Tot i així el primer ministre fou el demòcrata-liberal Emil Boc.
Geoană fou elegit President del Senat el 19 de desembre de 2008 amb els vots del PD-L i de l'Aliança PSD+PC. Un dels seus projectes més importants és la reforma del Senat.
Després de la derrota a les eleccions presidencials del desembre de 2009 presentà la dimissió com a president del partit, i fou substituït el 21 de febrer de 2010 per Victor Ponta.